# درايدن (نيويورك)
درايدن (بالإنجليزية: Dryden, New York)‏ هي بلدة أمريكية تقع في الولايات المتحدة في مقاطعة تومبكينز. يقدر عدد سكانها بـ 14,435 نسمة .

## أعلام
- جون ويلبر دوايت